# Henry Bergman
Henry Bergman, född 23 februari 1868 i San Francisco, Kalifornien, död 22 oktober 1946 i Hollywood, Los Angeles, Kalifornien, var en amerikansk skådespelare och komiker, som ofta medverkade i Charlie Chaplins filmer.

## Filmografi (urval)

### Stumfilmer
- Kreutzersonaten (The Kreutzer Sonata) (1915)
- The Melting Pot (1915)
- Vagabonden (The Vagabond) (1916)
- Greven (The Count) (1916)
- Pantbanken (The Pawnshop) (1916)
- Bakom kulisserna (Behind the Screen) (1916)
- Chaplin på rullskridskor (The Rink) (1916)
- Lugna gatan (Easy Street) (1917)
- The Black Stork (1917)
- Hälsobrunnen (The Cure) (1917)
- Emigranten (The Immigrant) [1917)
- Äventyraren (The Adventurer) (1917)
- Ett hundliv (A Dog's Life) (1918)
- På axel gevär (Shoulder Arms) (1918)
- På solsidan (Sunnyside) (1919)
- Chaplin som gentlemanna chaufför (A Day's Pleasure) (1919)
- Chaplins pojke (The Kid) (1921)
- Fåfäng gå (The Idle Class) (1921)
- Charlie som toffelhjälte (Pay Day) (1922)
- Ulv i fårakläder (The Pilgrim) (1923)
- En kvinna i Paris (A Woman of Paris) (1923)
- Guldfeber (The Gold Rush) (1925)
- Cirkus (The Circus) (1928)
- Stadens ljus (City Lights) (1931)
- Moderna tider (Modern Times) (1936)